# Герасимовская организованная преступная группировка
Герасимовская организованная преступная группировка — небольшая ОПГ, действовавшая в Тольятти и принимавшая косвенное участие в Тольяттинской криминальной войне.

## Создание ОПГ
Создателями ОПГ были родные братья Владимир и Игорь Герасимовы (1957 и 1963 годов рождения соответственно). Они оба занимались боксом, а Владимир неоднократно становился победителем городских, областных и Всесоюзных соревнований. В 1980 году он выполнил норматив мастера спорта СССР и стал победителем международного турнира, посвященного освобождению города-героя Киева.
В конце 1980-х годов братья создали ОПГ, в которую в основном входили боксёры. 

## Деятельность ОПГ
Герасимовская ОПГ главным образом занималась «крышеванием» напёрсточников. Владимир Герасимов был убит в 1990 году. Игорь возглавил группировку, и спустя какой-то время она стала подчиняться бывшим своим врагам — Напарниковской ОПГ. В 1994 году во время криминальной сходки на турбазе «Дубки» в Самаре Игорь Герасимов был убит самарскими бандитами. Заказчиком этого убийства считается Дмитрий Рузляев по кличке Дима Большой, лидер Волговской ОПГ, которая являлась главным врагом «геринской группировки» в Тольятти.

## Конец ОПГ
После убийства лидера Герасимовская ОПГ прекратила свою деятельность, а её участники перешли в другие группировки. В том же году «геринскими» был убит участник Волговской ОПГ Владимир Буров. В этом убийстве подозревались «геринские» Абрамов, Архипенко и Парюгин. В 1995 году Архипенко был убит. А в 1996 году при выходе из бассейна «Старт» автоматными очередями из подвального помещения были расстреляны Абрамов и Парюгин. По одной из версий — это была поздняя месть за убийство Бурова.
В ночь на 20 сентября 2000 году был убит бывший участник Герасимовской ОПГ Сергей Сорокин (Сорока), который после прекращения деятельности ОПГ перешёл в Напарниковскую группировку. Двое киллеров расстреляли Сорокина из пистолета Макарова и пистолета-пулемета марки «Люггер». В совершении этого убийства также подозревались «волговские».